# Памятник В. Ф. Маргелову (Екатеринбург)
Памятник В. Ф. Маргелову, советскому военачальнику, командующему Воздушно-десантными войсками СССР в 1954—1959 и 1961—1979 гг., установлен в Екатеринбурге на Площади Советской Армии в Кировском районе города.

## История
Мемориальный комплекс представляет собой отлитую из бронзы статую Маргелова высотой 2,2 м, установленную на постамент, и гранитная площадка с 18 бронзовыми планшетами, на которых указаны эмблемы действующих дивизий и бригад ВДВ. На постаменте установлена табличка

ГЕРОЙ СОВЕТСКОГО СОЮЗА

КОМАНДУЮЩИЙ ВДВ

ГЕНЕРАЛ АРМИИ

МАРГЕЛОВ

ВАСИЛИЙ ФИЛИППОВИЧ

Инициатором и спонсором создания памятника был Евгений Тетерин — председатель Свердловской региональной организации «Союз десантников России».
Табличка на обратной стороне постамента сообщает, что мемориальный комплекс был построен с участием ветеранов 345-го отдельного парашютно-десантного полка
Памятник был создан скульптором Александром Кокотеевым на основании архивных снимков и отлит из бронзы в Санкт-Петербурге.
Открытие памятника было приурочено Дню народного единства и состоялось 4 ноября 2016 года при большом стечении людей. На церемонии открытия присутствовали Глава Администрации города Екатеринбурга Александр Якоб, главный генерал-инспектор группы Центрального военного округа Николай Ткачёв, общественный советник губернатора Свердловской области Юрий Судаков, председатель комиссии по делам ветеранов Евгений Тетерин и др.